# John Humphrey
John Humphrey, född i Oklahoma, USA, är en amerikansk musiker. Sedan 2004 spelar han trummor i det sydafrikanska postgrungebandet Seether. Mellan 1994 och 2000 var han trummis i bandet The Nixons.